# Sirijska pustinja
Sirijska pustinja (arapski: بادية الشام, Bādiyat al-Shām), poznata i kao Sirijska stepa, Jordanska stepa ili Badia, je regija pustinja, polupustinja i stepa koje pokriva 500.000 km2 Bliskog istoka, uključujući dijelove Sirije, sjeveroistočnog Jordana, sjeverne Saudijske Arabije i zapadnog Iraka. Pokriva 85 % površine Jordana i 55 % Sirije. Na jugu se stapa s Arabijskom pustinjom. Ovo područje reljefno je otvoreno, kameno, mjestimice ispresijecano s vadijima.

## Lokacija i ime
Pustinja je omeđena Dolinom rijeke Orontes i vulkanskim područjima Harrat al-Shama prema zapadu, te Eufratom na istoku. Na sjeveru, pustinja se pretvara u plodnija travnata područja, dok se na jugu pretapa u Arabijsku pustinju.
Prema nekim izvorima, Sirijska pustinja i "Pustinja Hamad" su sinonimi, dok drugi izvori ime Hamad vežu za južnu središnju visoravan, dok neki cijelu regiju nazivaju Hamad, a Sirijsku pustinju izjednačavaju s njenim sjevernim dijelom. Neki dijelovi Sirijske pustinje imaju zasebna imena, pa se tako područja oko gradova Palmire i Homsa poknekad nazivaju Palmirska pustinja ili Homska pustinja. Istočni dio Sirijske pustinje, u području sirijsko-iračke granice, tj. na zapadu Iraka, se u Iraku ponekad naziva Zapadna pustinja.
Sirijska pustinja je poznata i pod nazivom Shamiyah.
te Badiyat al-Sham (ili Badiyat ash-Sham)

## Zemljopis
U središtu pustinje nalazi se plato Hamad, regija na nadmorskoj visini između 700 i 900 m n/m, ravna, kamena polupustinja od vapnenačkog tla s rožnjačkim šljunkom. Ono malo kiše što padne na plato otiče u lokalne slane ravnice (Sabkha). Najveći vrhovi na platou su Khawr um Wual u Saudijskioj Arabiji (oko 1000 m/nm) i Jebel Aneiza (960 m/nm) na tromeđi Jordana, Iraka i S. Arabije
Zajedno s pustinjama Arapskog poluotoka, ova je pustinja opisana kao jedna od najsuših pustinja na svijetu.

## Živi svijet
Neke od biljaka Sirijske pustinje su Salsola vermiculata, Stipa barbata, Artemisia herba-alba i Atriplex leucoclada. Pustinjski ekosustav je ugrožen sušom, pretjeranom ispašom, lovom i drugim ljudskim aktivnostima. Neke autohtone životinje više ne žive u ovom području, a mnoge cvjetnice su izumrle, te zamijenjene travama s nižom prehrambenom vrijednošću za stoku.
Sirijska pustinja je postojbina sirijskog hrčka.
Rode, čaplje, ždralovi, manje barske ptice, patkarice, kao i grabežljivci posjećuju sezonska jezera. Mali su glodavci uobičajeni, kao i njihovi grabežljivci kao što su zmije, škorpioni i lažni pauci. U prošlosti su tu boravili i gazele, vukovi, čagljevi, lisice, mačke i karakali, nojevi, čite, Alcelaphus buselaphus i kulan. Veći sisavci se više ne mogu naći, a vjeruje se da je to posljedica lova od strane ljudi.

## Povijest

### Antičko doba
Pustinja je od pradavnih vremena bila naseljena beduinskim plemenima, a mnoga od tih plemena i danas žive u njoj, uglavnom u gradovima i naseljima pokraj oaza. Neki se Beduini i danas pridržavaju načina života.

## Gospodarstvo i poljoprivreda
Uz niske oborine i slabu kvalitetu tla, područje se uglavnom koristi za ispašu stoke. beduinski pastiri, od kojih mnogi još uvijek žive kao nomadi, uzgajaju oko 12 milijuna ovaca i koza, kao i manji broj deva.
Međunarodni fond za poljoprivredni razvoj, koji ima za cilj ublažavanje ruralnog siromaštva, godine 1995. je u suradnji sa sirijskom vladom pokrenuo je projekt rehabilitacije više od milijun hektara degradirane zemlje u sirijskoj Badiji. U nekim je područjima, kad je paša bila ograničena, došlo do spontanog povratka mnogih autohtonih biljaka. U ostalim područjima koja su bila znatno degradirana, ograničenja ispaše dopunjena su ponovnim sjetvom i sadnjom krmnih vrsta. Do trenutka završetka projekta 2010. godine zasađeno je gotovo četvrt milijuna hektara, a zasađeno je gotovo stotinu tisuća hektara domaćim krmnim grmljem. Rezultat je bio velik uspjeh, jer su neki stočari prijavili desetostruko povećanje produktivnosti stoke.